# VIVIsectVI
VIVIsectVI (с англ. — «Шестая вивисекция») — четвёртый студийный альбом канадской электро-индастриал-группы Skinny Puppy, выпущенный 12 сентября 1988 года лейблом Nettwerk. Несмотря на то, что на VIVIsectVI затрагиваются такие противоречивые темы, как права животных, химоружие и экологические отходы, альбом был хорошо принят. Из него вышли два сингла: «Censor», который был выпущен в альбоме под названием «Dogshit», и «Testure», которая была единственной песней Skinny Puppy, попавшей в чарты Billboard Dance Club Songs. За выходом VIVIsectVI последовал театрально насыщенные гастроли с участием Nine Inch Nails в качестве вступительного акта.
На альбоме было усовершенствовано характерно жёсткое, механическое и насыщенное семплами звучание Skinny Puppy, и несколько критиков назвали его лучшей работой группы. С момента своего выпуска VIVIsectVI получил одобрение критиков и признание как знаковый релиз в индастриал- и электронной музыке.

## Предыстория и запись
После первых двух релизов Skinny Puppy на лейбле, Remission (1984 г.) и Bites (1985 г.), группа начала оттачивать свои идеи и сосредотачиваться на социальных ошибках. Альбом 1986 года Mind: The Perpetual Intercourse привёл к появлению Дуэйна Р. Готтела в группе и ознаменовал сдвиг в звучании Skinny Puppy от мрачного синти-попа к более сложной форме абразивной индастриал-музыки. Эта эволюция получила дальнейшее развитие в альбоме 1987 года Cleanse Fold and Manipulate, когда Skinny Puppy начали экспериментировать с окружением и атмосферой в музыке. Дэйв Огилви, который продюсировал некоторые из предыдущих альбомов группы, присоединился к ней в качестве постоянного участника, и работа над VIVIsectVI началась в Mushroom Studios, Ванкувер, в середине 1988 года. Лирические и тематические элементы музыки были усовершенствованы и больше внимания уделялось альбому; если раньше музыкальное послание было косвенным, то в VIVIsectVI оно стало более прямым.
Повзрослев, вокалист Skinny Puppy Нивек Огр считал, что эксперименты с животными необходимы. После изучения этой темы он испытывал всё большее и большее отвращение, в конце концов достигнув точки, когда он был против всех форм тестирования на животных. Это разочарование усугубилось когда в 1983 году умер отец Огра, и компания по распространению звукозаписи, которая была создана для поддержки одного из его ранних проектов, распалась. В результате он написал песню под названием «K-9» о мире, увиденном глазами собаки. «K-9» стала первой песней Skinny Puppy и появилась на дебютном релизе группы Back & Forth (1984 г.). По мере дальнейшего развития группы идея жизни с точки зрения животного продолжала приходить на ум, и VIVIsectVI особенно продемонстрировала эту концепцию. Название альбома, VIVIsectVI, представляет собой каламбур, призванный связать вивисекцию с сатанизмом через римские цифры, обозначающие три шестёрки, в сочетании со словом «секта». Произносится как «шестая вивисекция».

## Композиция и стиль
«Это наш самый сложный альбом <…> В прошлом были альбомы, которые, возможно, были немного более раздражающими, но тематика и интенсивность были усовершенствованы до такой степени, что теперь мы можем это замаскировать».
В музыкальном плане VIVIsectVI представляет собой альбом в жанре электро-индастриал, для которого характерны хаотичные, повторяющиеся лупы и наслоения. Музыка, описываемая как «маниакальная» и «плотная», представляет собой звуковую стену, сквозь которую трудно проникнуться при первом прослушивании. Группа делает упор на запрограммированные лупы и ритмы драм-машины, которые дополняются продюсированием, чтобы звучать подавляюще механически. В буклете к альбому есть сообщение: «Play this music loud or not at all» (рус. «Включайте эту музыку громко или не включайте вообще»). Вокал Огра варьируется от низких, неразборчивых стонов до воплей. Рецензент AllMusic Брэдли Торреано отметил, что Огр был одним из немногих вокалистов в жанре индастриал, чей голос «звучал поэтично среди шума и битов». VIVIsectVI характеризуется обилием звуков и шумов, часто воспринимаемых как противоречивые или какофонистые, но, как пишет Торреано, они никогда не становятся «властными». Наряду со всеми ошеломляющими потоками шума, альбом включает в себя грувы и моменты танцевальной музыки.
VIVIsectVI начинается с «Dogshit», песни, которая впоследствии станет одним из двух 12-дюймовых синглов альбома под названием «Censor». Наряду с крикливым, загадочным вокалом Огра и громкими индустриальными звуками, безладовый бас задаёт ритм песни и в конечном итоге уступает место одному из редких ранних образцов электрогитары группы. За этим следует «VX Gas Attack», который начинается с затяжного выпуска новостей, перемежаемого высокопарными битами драм-машины и редкими семплами. Остальная часть песни продолжает критиковать применение химического оружия и построена на повторяющемся лупе ударных, прерываемом дальнейшими новостными фрагментами и редкими басами. Третий трек альбома, «Harsh Stone White», медленный и «задумчивый». Он посвящён наркотической зависимости, которая могла бы стать причиной смерти Готтеля в 1995 году. Несмотря на мрачную атмосферу и тему песни, синтезированная электроника яркая и сравнительно оптимистичная. Этот контраст между традиционно оптимистичным, иногда красивым звучанием и угнетающе индустриальным тоном является постоянным мотивом в музыке Skinny Puppy, ещё более усиливаемый разнообразием вокала Огра, который часто переходит от мучительного к маниакальному в одной и той же песне.
Четвёртый трек альбома, «Human Disease (S.K.U.M.M.)», представляет собой ещё одну песню, построенную на доминирующей искусственной перкуссии. На середине песни происходит резкий переход от головокружительных барабанных лупов к большему акценту на электронику и семплы. В финальной партии используются крайне искажённые гитары. Следующий трек — «Who’s Laughing Now», был описан рецензентом AllMusic как «одна из настоящих классических индастриал-песен любой эпохи» и был включён в саундтрек к фильму 1990 года «Дурное влияние». «Testure», шестая песня VIVIsectVI, стала вторым и более успешным синглом из альбома. Названный танцевальным музыкальным треком, он отличается широким использованием плавной электроники и басов. Несмотря на то, что «Testure» — мрачный трек о нарушении прав животных, он действует как звуковое продолжение предыдущей и последующей атак альбома. Заключительная часть лирики «Testure» включает название альбома, произносимое как «vivisect six» (рус. Шестая вивисекция). Седьмой и восьмой треки, «State Aid» и «Hospital Waste», возвращаются к суровой природе VIVIsectVI, причём первый заканчивается самым тяжёлым шквалом битов альбома, а второй построен вокруг стремительного ритма, перемежающегося басами и пронизанного воющими наложенными синтезаторными вставками. Заключение VIVIsectVI — «Fritter (Stella’s Home)», начинается как дарк-эмбиент и заканчивается интенсивным наплывом машинной барабанной дроби.
CD-версия VIVIsectVI содержит ранее не издававшийся трек «Funguss» и три дополнительные песни, которые вошли в синглы альбома в качестве би-сайдов. Участник-соучредитель группы Кевин Ки рассматривал эти добавленные песни как нечто среднее между стилем Skinny Puppy и некоторыми его сайд-проектами, такими как Doubting Thomas. Версия «Punk in Park Zoo’s» представлена на компакт-диске VIVIsectVI, заканчивающемся мультяшным эффектом изменения высоты тона, которого нет в версии на сингле «Censor». «Yes He Ran», самая длинная песня альбома, и «The Second Opinion» ещё больше развивают эксперименты с индастриал-звучанием и семплированием. Последний начинался как концертный джем под названием «Snub» и позже был доработан в студии. «Funguss» завершает расширенный альбом, заканчиваясь искажённым и пониженным тоном гитарного риффа, напоминающего те, что обычно встречаются в хэви-метал музыке. Следующий альбом Skinny Puppy, Rabies (1989 г.), пойдёт дальше в этом метал-звучании. Это направление оказалось тревожным для Ки; в интервью 1991 года он сказал: «мы почувствовали, что можем вернуться и по-настоящему сосредоточиться на создании альбома, который станет продолжением последнего настоящего альбома Skinny Puppy, который назывался VIVIsectVI — и для нас это Too Dark Park. Rabies был скорее экспериментом».

### Семплы
Как и в большинстве релизов Skinny Puppy, в VIVIsectVI используется большое количество семплов, многие из которых взяты из фильмов ужасов. В «Testure» есть несколько аудиоклипов из фильма Мартина Розена «Отчаянные псы» 1982 года. «Fritter (Stella’s Home)» основан на диалоге из фильма «Жилец» (1976 г.) Романа Полански, а название песни отсылает к персонажу фильма, Стелле, которую сыграла французская актриса Изабель Аджани. Трек завершается отрывком из фильма «Сияние» (1980 г.) Стэнли Кубрика с голосом Джека Николсона. «Who’s Laughing Now» содержит диалог из фильма Сэма Рэйми «Зловещие мертвецы 2» 1987 года и названа в его честь. «The Second Opinion» включает в себя фразу «that machine has got to be destroyed» (рус. эту машину нужно уничтожить) из киноадаптации «Извне» Г. Ф. Лавкрафта, снятой Стюартом Гордоном в 1986 году, а также семпл «man of the shroud» (рус. человек в саване), впервые использованный в заключительном треке «Epilogue» из альбома Skinny Puppy 1987 года Cleanse Fold and Manipulate. Политически примечательный «State Aid» содержит множество отрывков из речей американского президента Рональда Рейгана, в которых говорилось о СПИДе.

### Концепция и темы
В тематическом плане VIVIsectVI посвящён правам животных, экспериментам над животными, эпидемии СПИДа, и ущербу, наносимому окружающей среде. Это был первый откровенно политический альбом Skinny Puppy, который впоследствии стал нормой для группы. «VX Gas Attack» осуждает химоружие, описывая в песне Первую войну в Персидском заливе. «Testure», откровенно лиричная песня, выводит вивисекцию на первый план. Говоря о темах альбома, Огр сказал, что идея VIVIsectVI «заключалась в том, чтобы наделить животное человеческими качествами и показать людям, как бы они отреагировали, окажись они в такой же ситуации». Он продолжил: «Надеюсь, это продолжится и дальше. Если мы сможем добиться этого, если люди будут воспринимать информацию и реагировать на неё, не задумываясь, в этом и будет весь смысл». Саймон Рейнольдс из Melody Maker счёл подход Skinny Puppy к сложным темам (то есть к травмам, которые они имитируют) самым интригующим качеством группы. Он похвалил «напряжение между гламуризацией и очернением, садизмом и сочувствием», которое можно найти в звучании и живых выступлениях VIVIsectVI.
Эти темы передаются с помощью загадочного вокала и гуттурала Огре. Несмотря на то, что вокал Огра резкий и иногда пронзительный, в работе над VIVIsectVI он стремился сделать музыку более сложной и гармоничной. Вокал быстрый, искажённый и сложный для восприятия, часто представляющий собой фрагментарные потоки сознания. Несмотря на неясность лирики и резкость исполнения, посыл альбома остаётся в основе творчества Огра.

## Художественное оформление
Стивен Р. Гилмор, давний соратник Skinny Puppy, создал обложку для VIVIsectVI. На обложке, изображающей изуродованную синюю руку на чёрном фоне, представлен коллаж из рентгеновских снимков. Друг Гилмора, работавший в Университете Британской Колумбии, предоставил ему стопку рентгеновских снимков, предназначенных для утилизации, и с помощью импровизированного светового стола он создал обложку для VIVIsectVI. В 1988 году, когда было создано это художественное оформление, было принято использовать крупноформатные камеры Hasselblad для чёрно-белых тестовых снимков Polaroid, чтобы проверить экспозицию. В 2012 году Гилмор сказал, что это была его любимая обложка, которую он сделал для группы. По словам Гилмора, обложка была разработана для формата gatefold, но было напечатано менее тысячи таких обложек. Искажённая фотография группы, которая представлена на вкладыше, была сделана Кевином Вестенбергом.

## Выпуск
VIVIsectVI был выпущен по всему миру в сентябре 1988 года. Первые несколько сотен копий, выпущенных в Канаде, были в полноцветных складных обложках; более поздние канадские тиражи, а также все тиражи, выпущенные в Соединённых Штатах, распространялись либо на виниле без застёжки, либо на компакт-дисках в тонком CD-боксе. Это был первый релиз Skinny Puppy, содержащий фотографию группы, и единственный, в котором Огилви был указан в качестве официального участника.
В поддержку альбома было выпущено два сингла, «Censor» (в альбоме под названием «Dogshit») и «Testure». Смена названия «Dogshit» была предложена Nettwerk, но в конечном итоге это был выбор группы, исходя из решения, что сингл не будет хорошо продаваться, если сохранить первоначальное название. «Testure», выпущенный как сингл в 1989 году, сопровождался музыкальным клипом, в котором был изображён мужчина (который, предположительно, жестоко обращался со своей любимой собакой), над которым экспериментировала группа хирургов. Согласно словам Огра и Ки, видео было удалено из эфира после внутреннего опроса Citytv, партнёра канадской MuchMusic. Результаты опроса практически разделились, но, несмотря на это, видео в конечном итоге было запрещено «сильными мира сего». Независимо от запрета клипа, «Testure» достигла 19-го места в чарте Billboard's Dance Club Songs.

## Продвижение
«Некоторые образы неоспоримы. Если я сижу рядом с вами и появляется что-то визуальное, что заставляет вас чувствовать себя так же, это, вероятно, заставляет меня чувствовать то же самое больше, чем если бы мы сидели и вели беседу».
За выходом VIVIsectVI последовали гастроли по Северной Америке, на разогреве у которого выступала группа Nine Inch Nails, вдохновлённая творчеством Skinny Puppy. Несмотря на то, что Огилви был полноправным участником группы, он не участвовал в живых выступлениях. Вместо этого Skinny Puppy гастролировали втроём: Огр на вокале, Готтел на ударных и Ки на синтезаторе. Во время живых выступлений Огр изображал вивисектора, который, в свою очередь, становился подопытным. Концерты отличались шокирующим и жестоким содержанием, на заднем плане воспроизводились ужасающие визуальные эффекты, а Огр вёл себя как безумец на сцене.
22 октября 1988 года в Сент-Эндрюс-Холле в Детройте одна из реквизит-фигурок группы, Чад (сделанная на заказ плюшевая собачка на каркасе), была украдена фанаткой, которая зашла за кулисы после концерта. Используя информацию, предоставленную другим посетителем, Ки и Огр смогли найти адрес женщины и приехать к ней домой. После того, как Ки и Огр вытащили Чада из багажника припаркованной машины, они объяснили ситуацию родителям фанатки, которые поблагодарили их за то, что они не вызвали полицию. Ещё одна неприятная ситуация с Чадом произошла днём позже, 23 октября 1988 года, во время выступления в Цинциннати, когда двое зрителей решили, что плюшевая собака, которую Огр препарировал, была настоящей, и вызвали полицию. Двое детективов в штатском прошли за кулисы и задержали группу, не представившись. Даже после того, как стало ясно, что во время концерта ни одно животное не пострадало, группу арестовали и посадили в тюрьму по обвинению в нарушении общественного порядка. После ночи, проведённой в заключении, группу освободили и оштрафовали на 200$. По словам Огра, было иронично, что их задержали за имитацию вивисекции, когда через дорогу от концертного зала Bogart’s находилась настоящая лаборатория по тестированию животных. Позже он сделал официальное заявление по поводу этой встречи: «Мне кажется парадоксальным, что полиция может оправдать наш арест предположением, что мы изувечиваем и экспериментируем над живыми зверями ради театрального представления, в то время как бесчеловечная реальность такова, что это происходит в более чем 300 лабораториях каждый день».
| Remission - «Smothered Hope» Bites - «Assimilate» Mind: The Perpetual Intercourse - «One Time One Place» - «God's Gift (Maggot)» Cleanse Fold and Manipulate - «Addiction» - «Deep Down Trauma Hounds» | VIVIsectVI - «Dogshit» - «Human Disease (S.K.U.M.M.)» - «Testure» - «State Aid» - «Fritter (Stella's Home)» Импровизации - «Brap» |

## Отзывы критиков
| Оценки критиков | Оценки критиков |
| Источник        | Оценка          |
| --------------- | --------------- |
| AllMusic        | [ 19 ]          |
| Keyboard        | благоприятный   |

После выхода в 1988 году VIVIsectVI был хорошо принят, но в целом был омрачён выходками Skinny Puppy на сцене. В своём обзоре 1988 года Марк Дженкинс из The Washington Post написал, что альбом содержал «самую мрачную музыку группы на сегодняшний день», и прокомментировал, что песня «Testure» была «характерно импрессионистичной, но отчётливо интуитивной». В 1989 году Джим Эйкин из Keyboard написал следующее: «Каким-то образом посреди болезненного звукового хаоса проступает веселье». С тех пор признание критиков возросло, и несколько публикаций признали альбом важным для индастриал- и электронной музыки. Брэдли Торреано из AllMusic высоко оценил разнообразие альбома и назвал его «одним из их настоящих шедевров». Другой автор AllMusic, Джим Харпер, считал, что VIVIsectVI привёл к тому, что Skinny Puppy стал «создателем нового музыкального стиля». В журнале See Magazine написали, что альбом «знаменует собой вершину в карьере группы, на которой они достигли пика не только как музыканты, но и как друзья», и что это была их «самая сфокусированная запись». В 2017 году в статье для LA Weekly Бретт Кэллвуд согласился с Харпером, назвав альбом «определяющим жанр», и сказал: «Ранние альбомы Puppy фантастичны и важны, но к четвёртому, VIVIsectVI 1988 года, группа действительно достигла своего пика». Кэллвуд продолжил, похвалив ударные эффекты альбома как искренне и пугающе механические. В 2012 году Крис Морган из Treble назвал VIVIsectVI одним из важнейших индастриал-альбомов, сказав, что альбом «не просто злой и резкий, но мерзкий и скабрёзный, придающий новое значение термину „заразительный“, когда речь заходит об электронной музыке». В 2021 году польский писатель Яцек Шафранович описал VIVIsectVI как лучший альбом Skinny Puppy.

### Награды и номинации
| Год  | Публикация   | Страна         | Номинация                        | Позиция | Ссылка |
| ---- | ------------ | -------------- | -------------------------------- | ------- | ------ |
| 1988 | Melody Maker | Великобритания | «Albums of the Year»             | 13      | [ 63 ] |
| 2012 | Treble       | США            | «10 Essential Industrial Albums» | 5       | [ 17 ] |
| 2017 | LA Weekly    | США            | «10 Classic Industrial Albums»   | 9       | [ 20 ] |

## Список композиций
Слова и музыка всех песен — Skinny Puppy.
| №                   | Название                     | Семпл(-ы) | Длительность |
| ------------------- | ---------------------------- | --- | ------------ |
| 1.                  | «Dogshit»                    | | 3:55         |
| 2.                  | «VX Gas Attack»              | Содержит семплы из: - Отрывки из различных новостей                                                                        | 5:36         |
| 3.                  | «Harsh Stone White»          | | 4:29         |
| 4.                  | «Human Disease (S.K.U.M.M.)» | | 6:19         |
| 5.                  | «Who's Laughing Now?»        | Содержит семплы из: - Зловещие мертвецы 2 (1987 г.) Сэма Рэйми                                                             | 5:29         |
| 6.                  | «Testure»                    | Содержит семплы из: - Отчаянные псы (1982 г.) Мартина Розена                                                               | 5:06         |
| 7.                  | «State Aid»                  | Содержит семплы из: - Речь Рональда Рейгана о СПИДе                                                                        | 3:55         |
| 8.                  | «Hospital Waste»             | | 4:38         |
| 9.                  | «Fritter (Stella's Home)»    | Содержит семплы из: - Жилец (1976 г.) Романа Полански - Сияние (1980 г.) Стэнли Кубрика - Маньяк (1980 г.) Уильяма Лустига | 3:31         |
| Общая длительность: | Общая длительность:          | Общая длительность: | 42:58        |

| №                   | Название             | Семпл(-ы)                                                     | Длительность |
| ------------------- | -------------------- | ------------------------------------------------------------- | ------------ |
| 10.                 | «Yes He Ran»         | Содержит семплы из: - Аудиозаписи выступлений Джима Моррисона | 6:28         |
| 11.                 | «Punk in Park Zoo's» |                                                               | 2:29         |
| 12.                 | «The Second Opinion» | Содержит семплы из: - Извне (1986 г.) Стюарта Гордона         | 5:00         |
| 13.                 | «Funguss»            |                                                               | 4:03         |
| Общая длительность: | Общая длительность:  | Общая длительность:                                           | 60:56        |

## Участники записи[6]
| Skinny Puppy - Нивек Огр — вокал - Кевин Ки — синтезатор, гитара, бас-гитара, барабаны - Дуэйн Готтел — синтезатор, семплирование - Рейв — синтезатор, гитара, бас-гитара Производственный персонал - Дэйв Огилви — продюсер, звукоинженер - Кевин Ки — продюсер, звукоинженер | Художественное оформление - Стивен Р. Гилмор — дизайн, фотограф, типографика - Грег Сайкс — типографика - Кевин Вестенберг — фотограф - Джеффри Джонстон — помощник фотографа - Барри Ма — художественное оформление - Нэнси Мики — художественное оформление |

## Чарты
| Чарт (1988 г.)              | Позиция в чарте |
| --------------------------- | --------------- |
| Канада (RPM Top Albums/CDs) | 94              |